# Ronnie Lee

Animal Liberation Fronts logga.

Ronnie Lee född 1951 är en brittisk djurrättsaktivist som 1976 grundade Animal Liberation Front (ALF) och tidningen Arkangel år 1989. 
På 1970-talet var Lee medlem i Hunt Saboteurs Association (HSA) och startade en utlöpare av den som han kallade Band of Mercy. Det ursprungliga Band of Mercy startades av en grupp av aktivister i England 1824 för att förhindra engelsk rävjakt genom att lägga ut falska doftspår till hundarna och blåsa i jakthorn. Lee och en annan aktivist, Cliff Goodman, återväckte namnet 1972 och började attackera jägarnas fordon. De gick sedan vidare till att attackera laboratorier för djurförsök och säljägares båtar. Den 10 november 1973 starta de en brand på en byggnad i Milton Keynes med målet att försäkra sig om att djurtesterna inte skulle fortsätta där, en strategi som ALF har fortsatt att följa under alla år.
I augusti 1974 blev Lee och Goodman arresterade för att de deltagit i en attack mot Oxfords Djurtestcenter i Bicester, vilket gav dem namnet Bicester two. De blev dömda till tre års fängelse men blev frisläppta efter ett år. Lee kom ut ur fängelset mer miliant än innan och organiserade 30 aktivister att sätta upp en ny frihetskampanj. År 1976 döpte han den till Animal Liberation Front – Djurens Befrielsefront (ALF).